# Aedea (satèl·lit)
Aedea, també conegut com a Júpiter XLI (designació provisional S/2003 J 7), és un satèl·lit natural de Júpiter. Va ser descobert per un equip d'astrònoms de la Universitat de Hawaii liderat per Scott S. Sheppard l'any 2003.
Aedea té uns 4 quilòmetres de diàmetre i orbita Júpiter en una distància mitjana de 23.044 Mm en 714,657 dies, amb una inclinació de 160° respecte a l'eclíptica (162° respecte a l'equador de Júpiter), en direcció retrògrada i amb una excentricitat orbital de 0,4311.
Aedea va ser anomenat el març del 2005 en honor d'Aedea, en la mitologia grega, una de les muses originals, filles de Júpiter.
Aedea pertany al grup de Pasífae, compost per llunes irregulars retrògrades que orbiten Júpiter en una distància d'uns 22,8 - 24,1 Gm amb una inclinació d'uns 144,5º - 158,3º.